# Liene Jansone
Liene Jansone (Riga, 22 maggio 1981) è un'ex cestista lettone.
Alta 190 cm, giocava come ala.

## Carriera
Con la Lettonia ha disputato i Giochi olimpici di Pechino 2008 e quattro edizioni dei Campionati europei (2007, 2009, 2011, 2013).